# Josef Masopust
Josef Masopust (Most, 9 de febrer de 1931 - Praga, 29 de juny de 2015) fou un futbolista txecoslovac dels anys 50 i 60.
Com a futbolista començà al Banik Most i amb 19 any signà pel FK Teplice. El 1952 ingressà al Dukla Praha on romangué durant més de 15 anys i guanyà vuit campionats nacionals. Acabà la seva carrera al Crossing Molenbeek belga.
Amb la selecció de Txecoslovàquia arribà a la final del Mundial 1962, que va perdre davant Brasil (també jugà l'edició de 1958). També portà la selecció al tercer lloc del Campionat d'Europa de 1960.
Fou nomenat Futbolista europeu de l'any el 1962. El novembre de 2003 fou nomenat Golden Player de la República Txeca, per la Federació Txeca, com el futbolista del país més destacat dels darrers 50 anys.
Com a entrenador dirigí al Dukla i al Zbrojovka Brno, amb qui guanyà la lliga el 1978. També dirigí la selecció txecoslovaca als anys 80.